# Le Lys dans la vallée
Le Lys dans la vallée (em português, O Lírio do Vale) é um dos romances dos Estudos de Costumes do escritor francês Honoré de Balzac, parcialmente publicado na Revue de Paris em 22 de novembro e 27 de dezembro de 1835. Em represália à venda dos originais a uma revista de São Petersburgo sem que o autor tivesse sido consultado, este negou-se a entregar a parte que faltava, sendo por isso processado pela revista, mas ganhando o processo. O romance foi enfim publicado de forma completa em 1o de junho de 1836 pela editora Verdet e inserido na Edição Furne   de 1844 de sua Comédia Humana nas Cenas da Vida Rural.
O livro foi o resultado de uma espécie de "duelo literário" em que Balzac tentou recriar, com maior qualidade literária, o romance Volupté (Volúpia) do crítico literário Saint-Beuve, que versa sobre o tema da mulher virtuosa. Félix de Vandenesse, personagem que figura em várias obras da Comédia Humana e que, à semelhança de Balzac, viveu uma infância e adolescência infelizes, sem o carinho dos pais, apaixona-se pela condessa Henriette (Henriqueta na edição brasileira organizada por Paulo Rónai) de Mortsauf que, embora viva um casamento infeliz com um marido abusivo, por escrúpulos morais prefere restringir o relacionamento ao plano platônico, não carnal, o que acaba resultando em tragédia. Segundo o ensaísta francês Marcel Barrière, "o livro merece toda a nossa atenção, devido ao notável estudo que encerra, do combate travado no coração de uma mulher entre sua paixão e seu dever. A virtude dessa mulher triunfa, mas a que preço!". O romance é apresentado como uma enorme carta escrita pelo conde Félix de Vandenesse a Natália de Manerville e se encerra com a resposta da destinatária. 